# Zbyněk Kubín
Zbyněk Kubín (6. června 1928 – 8. února 2014) byl český trenér a funkcionář basketbalu.
V letech 1958-1962 byl ústředním trenérem basketbalu na sekci košíkové ÚV ČSTV, potom byl činný na katedře tělesné výchovy na ČVUT v Praze. V letech 1961-1968 byl členem výboru sekce košíkové ÚV ČSTV a předsedou učebně metodické komise.
V sezóně 1954/55 byl trenérem ligového družstva žen Sokol Říčany Praha, které skončilo v 1. lize basketbalu na 10. místě. V sezóně 1964/65 byl trenérem nadějného družstva juniorů Sparty Praha, jehož základem byli hráči, kteří získali titul mistra Československa v předcházející sezóně 1963/64 ve starším dorostu. S družstvem juniorů Sparty Praha vyhrál druhou ligu basketbalu mužů a postoupil do nejvyšší československé domácí soutěže - 1. ligy 1965/66, ve které družstvo (hrálo pod názvem Tatran Praha) jako hrající trenér převzal Jiří Baumruk, jenž v předešlé sezóně 1964/65 byl trenérem ligového družstva žen Sparty Praha a Zbyněk Kubín se vrátil k basketbalu žen.
Dalších 7 sezón (1965-1972) byl úspěšným trenérem ligového družstva žen Sparty Praha se kterým v 1. lize basketbalu žen získal 6 titulů mistra Československa a jedno druhé místo., Mezi opory družstva žen Sparty Praha patřily československé reprezentantky, například Marta Kreuzová-Melicharová, Hana Doušová-Jarošová, Sylva Richterová, Milena Vecková-Blahoutová, Marie Zahoříková-Soukupová, Pavla Gregorová-Holková, Martina Pechová-Jirásková, Dana Klimešová-Ptáčková, Jana Doležalová-Zoubková.
V Poháru mistrů Evropských zemí v basketbale žen v pěti ročnících poháru dovedl družstvo žen Sparty do čtvrtfinále v roce 1969, do semifinále v roce 1970 a třikrát až do finále, v němž ale třikrát podlehlo 18násobnému vítězi této soutěže (v letech 1960-1982) Daugava Riga (Lotyšsko) a Sparta Praha skončila třikrát na 2. místě evropského Poháru mistrů v basketbale žen (1967, 1968, 1972). V roce 1967 s ligovým družstvem žen Sparty absolvoval měsíční basketbalové turné v Brazílii. Celkem 8 sezón vedl družstva v 1. lize basketbalu žen.
V sezóně 1972/73 ligový tým žen Sparty Praha převzal trenér Lubomír Dobrý,  a Zbyněk Kubín dva roky působil jako trenér reprezentace mužů Kuvajtu. Po skončení trenérské činnosti měl na starosti vrcholový sport na ministerstvu školství až do roku 1991.

## Trenérská kariéra
- 1954-1955 Sokol Říčany Praha (1. liga ženy, 10. místo)
- 1958-1962 ústřední trenér na sekci košíkové ÚV ČSTV
- 1964/65 Sparta Praha junioři (1. místo ve II.lize mužů a postup do I. ligy)
- 1965-1972 (7 sezón) Sparta Praha 1. liga ženy
- 1972-1974 Kuvajt, reprezentační družstvo mužů

úspěchy Sparta Praha basketbal ženy
- Československo: 6× mistr republiky (1966-1969 a 1971-1972) a 1× vicemistr (1970)
- Pohár evropských mistrů, basketbal ženy: 3× 2. místo (1967, 1968, 1972), 1× semifinále (1970), 1× čtvrtfinále (1969)

## Sportovní funkcionář
- 1961-1968 člen výboru sekce košíkové ÚV ČSTV, předseda učebně metodické komise
- 1974-1991 Ministerstvo školství, vrcholový sport